# Epiplema holosticta
Epiplema holosticta är en fjärilsart som beskrevs av George Francis Hampson 1902. Epiplema holosticta ingår i släktet Epiplema och familjen Uraniidae. Inga underarter finns listade i Catalogue of Life.